# Roiten-Umgebung
Roiten-Umgebung ist eine Streusiedlung in der Marktgemeinde Rappottenstein im Bezirk Zwettl in Niederösterreich.

## Geschichte
Die Siedlung entstand aus vielen Einfamilienhäusern entlang der Landesstraße L77 östlich von Roiten in den 1970er Jahren, seit 1998 ist sie offizieller Teil der Marktgemeinde.